# 师宗紫堇
师宗紫堇（学名：Corydalis duclouxii）为罂粟科紫堇属下的一个种。

## 扩展阅读
- 維基物種上的相關：师宗紫堇